# Acasta spongites
Espèce
Acasta spongites, l’acaste de l’éponge (Acaste était roi de la Thessalie et participa à l’expédition de la Toison d’or) est une balane curieuse par sa forme et par ses mœurs.

## Description
Acasta spongites est une balane blanche de dimensions généralement inférieures au centimètre (Diamètre de la base = 8,6 mm, hauteur = 9,2 mm, taille maximale d’individus récoltés en Mer du Nord). Le diamètre rostro-carinal peut cependant atteindre 11 mm.
Sa base est calcifiée et protubérante, en forme de coupe, au-dessus de laquelle se dresse la muraille, conique dont les plaques, terminées en longues pointes, hérissent le pourtour de l’orifice apical.
Les plaques elles-mêmes portent des épines dressées plus ou moins perpendiculairement à leur surface.

## Biologie et écologie
Particularité biologique importante, Acasta est toujours logée dans la masse d’une éponge qui est invariablement Dysidea fragilis, son orifice affleurant au niveau de l’ectosome de l’hôte.

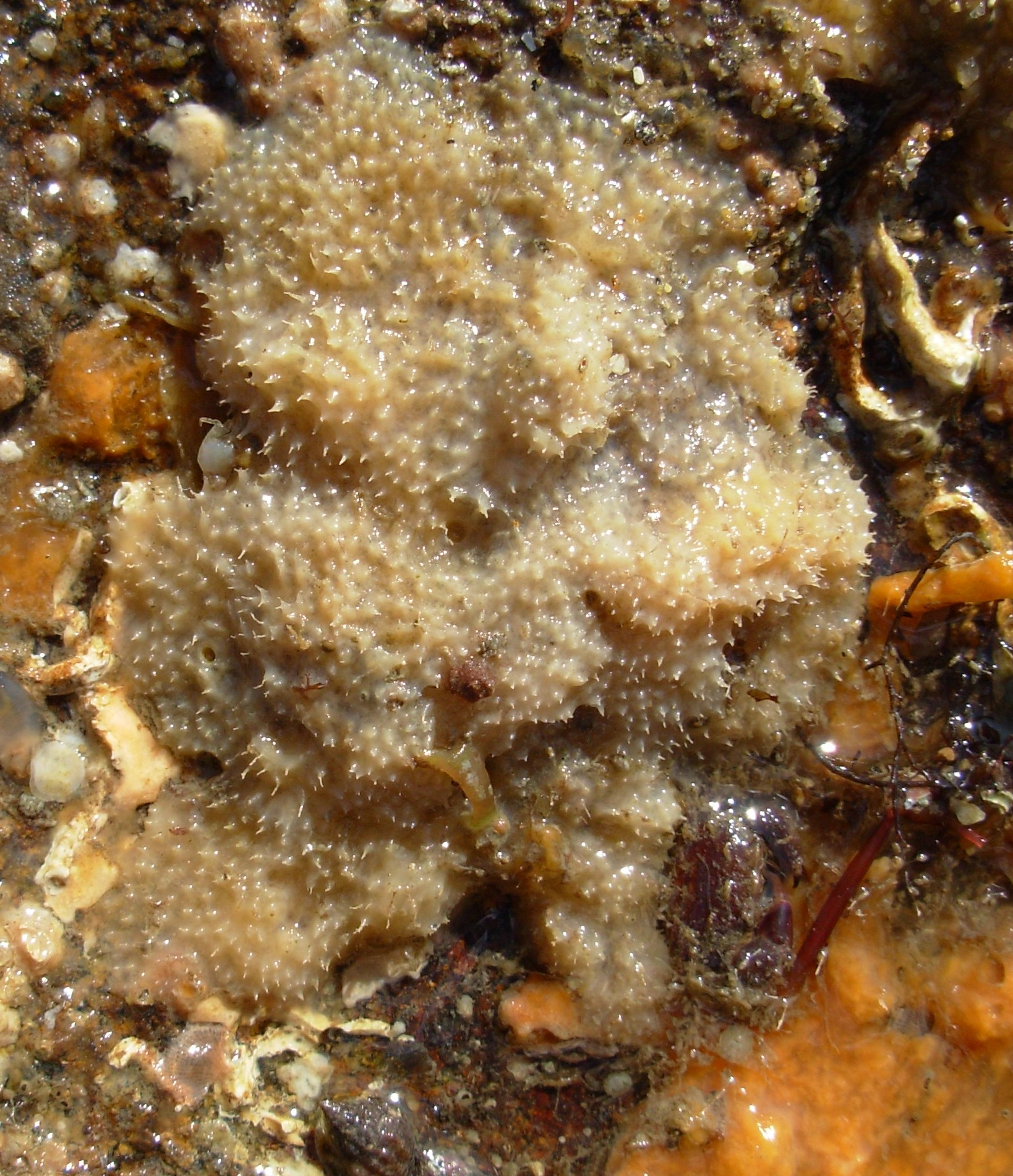
Dysidea fragilis. Vue d'ensemble

La balane peut donc aisément passer inaperçue pour une personne non avertie mais il suffit de comprimer légèrement l’éponge à l’aide des doigts pour détecter sa présence.
L’éponge étant nécessairement fixée sur des fonds durs, il en résulte que Acasta est confinée dans ce type de milieux .
Dysidea et Acasta se trouvent à partir du bas de l’estran jusqu’à des profondeurs d’au moins 30 mètres .
Apparemment rien de précis n’est connu en ce qui concerne les rapports entre les deux animaux. Dysidea se passe fort bien de la présence de la balane et celle-ci, apparemment ne reçoit de son hôte que la protection du gîte. Il s’agit donc d’un cas de simple inquilinisme.
Malgré la particularité de sa biologie Acasta possède un développement larvaire de type normal pour une balane : 6 stades nauplius, assez semblables à ceux de Balanus perforatus, et un stade cypris.

## Distribution géographique
Acasta spongites est la seule espèce du genre Acasta présente dans l’Atlantique nord-est. Elle est présente du sud et sud ouest de la Grande-Bretagne, ainsi que le sud de l’Irlande, jusqu’à la Méditerranée en passant par les côtes ouest de la France. Elle a été trouvée récemment sur une épave en Mer du Nord, au large de la Belgique 